# Xylopsocus edentatus
Xylopsocus edentatus är en skalbaggsart som först beskrevs av Xavier Montrouzier 1861.  Xylopsocus edentatus ingår i släktet Xylopsocus och familjen kapuschongbaggar. Inga underarter finns listade i Catalogue of Life.